# Stazione di Casal Bernocchi-Centro Giano
Stazione di Casal Bernocchi-Centro Giano vasútállomás Olaszországban, Róma településen.

## Vasútvonalak
Az állomást az alábbi vasútvonalak érintik:
- Róma–Lido-vasútvonal

## Kapcsolódó állomások
A vasútállomáshoz az alábbi állomások vannak a legközelebb:
- Stazione di Vitinia
- Stazione di Acilia